# Eglis Yaima Cruz
Eglis Yaima Cruz, född 12 april 1980 i Sancti Spíritus, är en kubansk sportskytt.
Hon tävlade i olympiska spelen 2004, 2008, 2012 samt 2016 och blev olympisk bronsmedaljör i gevär vid sommarspelen 2008 i Peking.